# Chadwell St Mary
Chadwell St Mary är en ort i distriktet Thurrock, Storbritannien.   Den ligger i grevskapet Essex och riksdelen England, i den sydöstra delen av landet, 30 km öster om huvudstaden London. Chadwell St Mary ligger 28 meter över havet och antalet invånare är 9 631. Chadwell St Mary var en civil parish fram till 1936 när blev den en del av Thurrock. Civil parish hade 16 825 invånare år 1931. Byn nämndes i Domedagsboken (Domesday Book) år 1086, och kallades då Celdewella.
Terrängen runt Chadwell St Mary är platt.Runt Chadwell St Mary är det tätbefolkat, med 913 invånare per kvadratkilometer. Närmaste större samhälle är Bexley, 15,5 km väster om Chadwell St Mary. Trakten runt Chadwell St Mary består till största delen av jordbruksmark.